# Zoltán Beke
Zoltán Beke (* 30. Juli 1911 in Fehértemplom, Österreich-Ungarn, heute Bela Crkva, Serbien; † 9. März 1994) war ein rumänischer Fußballspieler und -trainer ungarischer Abstammung. Er bestritt insgesamt 89 Spiele in der höchsten rumänischer Fußballliga, der Divizia A, und war außerdem in der ungarischen Nemzeti Bajnokság aktiv. Beke nahm an der Fußball-Weltmeisterschaft 1934 teil.

## Karriere als Spieler
Beke begann seine Karriere bei Chinezul Timișoara. Nachdem Chinezul in finanzielle Schwierigkeiten geraten war, schloss er sich dem Lokalrivalen Ripensia Timișoara an, der zwar eine Profimannschaft besaß, deshalb aber nicht an der rumänischen Meisterschaft teilnehmen durfte. Dies war erst mit Gründung der rumänischen Profiliga Divizia A im Jahr 1932 möglich. Dort kam Beke am 11. September 1932 bei der Niederlage gegen CFR Bukarest zu seinem ersten Einsatz. In den 1930er-Jahren wurde der rumänische Fußball von Ripensia dominiert, so dass Beke in diesem Zeitraum vier Meisterschaften und zwei Pokalsiege verbuchen konnte. Im Jahr 1939 verletzte er sich jedoch schwer und fiel für mehrere Monate aus.
Nachdem die Divizia A aufgrund des Ausbruches des Zweiten Weltkrieges im Jahr 1941 eingestellt worden war, verließ Beke Ripensia und schloss sich als Spielertrainer CFR Turnu Severin an, mit dem er 1943 den rumänischen Pokal gewann und an den Übergangsturnieren des rumänischen Fußballverbandes teilnahm. Als auch diese im Herbst 1943 nicht mehr durchgeführt werden konnten, wechselte Beke zu Kolozsvári AC (heute CFR Cluj) in die ungarische Nemzeti Bajnokság, wo die Saison 1943/44 noch zu Ende gespielt wurde. Im Jahr 1944 erreichte er dort das Finale um den ungarischen Pokal, verlor dieses aber gegen Ferencváros Budapest.
Nach dem Ende des Zweiten Weltkrieges kehrte Beke zu CFR Turnu Severin zurück, ehe er im Jahr 1947 seine Karriere beendete.

## Nationalmannschaft
Beke bestritt insgesamt sechs Spiele für die rumänische Fußballnationalmannschaft, erzielte dabei jedoch keinen Treffer. Sein Debüt gab er am 25. August 1935 gegen das Deutsche Reich. Bereits ein Jahr zuvor hatte ihn Nationaltrainer Constantin Rădulescu für die Fußball-Weltmeisterschaft 1934 in Italien nominiert, wo er nicht zum Einsatz kam.

## Karriere als Trainer
Beke hatte den Beruf des Graveurs und Silberschmieds erlernt, widmete sich nach dem Ende der aktiven Laufbahn zeitweise aber der Trainertätigkeit. 1948 begann er als Jugendtrainer bei Știința Timișoara, betreute zwischendurch aber gemeinsam mit Rudolf Bürger und Nicolae Kovacs auch die erste Mannschaft, mit der im Jahr 1952 der Aufstieg in die Divizia A gelang. Zwischen 1965 und 1970 trainierte er den unterklassigen Verein IRA Timișoara, bevor er sich aus der Welt des Fußballs zurückzog.

## Erfolge

### Als Spieler
- WM-Teilnehmer: 1934 (Ersatzspieler)
- Rumänischer Meister: 1933, 1935, 1936, 1938
- Rumänischer Pokalsieger: 1934, 1936
- Finalist im ungarischen Pokal: 1944

### Als Trainer
- Rumänischer Pokalsieger: 1943